# Jagannathpur (underdistrikt i Bangladesh)
Jagannathpur är ett underdistrikt i Bangladesh. Det ligger i den nordöstra delen av landet, 160 km nordost om huvudstaden Dhaka.
Trakten runt Jagannathpur består till största delen av jordbruksmark. Runt Jagannathpur är det tätbefolkat, med 881 invånare per kvadratkilometer.